# Soraya Haddad
Soraya Haddad (in arabo صورايا حداد‎?; El-Kseur, 30 settembre 1984) è una judoka algerina.

## Biografia
Ha rappresentato l'Algeria a tre edizioni consecutive dei Giochi olimpici estivi: Atene 2004, Pechino 2008 e Londra 2012, guadagnando la medaglia di bronzo nell'edizione cinese nel torneo dei 52 kg.
Nel 2015 è divenuta membro dell'International Judo Federation Hall of Fame.

## Palmarès
- Olimpiadi

Pechino 2008: bronzo nei 52 kg.
- Mondiali

Il Cairo 2005: bronzo nei 48 kg.
- Giochi panafricani

Algeri 2007: bronzo nei 52 kg.
Maputo 2011: oro nei 52 kg.
- Giochi del Mediterraneo

Almería 2005: oro nei -48 kg;
- Giochi panarabi

Doha 2011: bronzo nei 52 kg.

## Riconoscimenti
- International Judo Federation Hall of Fame (2015)